# ساتوشی ماتسوی
ساتوشی ماتسوی (انگلیسی: Satoshi Matsui; ۱۲ مارس ۱۹۱۵ – ۱ اوت ۱۹۹۵) بازیکن بسکتبال اهل ژاپن بود.